# Hatten er sat
Hatten er sat er en dansk film fra 1947.
- Manuskript Børge Müller.
- Instruktion John Price ass. af Søren Melson.

Blandt de medvirkende kan nævnes:
- Gunnar Lauring
- Beatrice Bonnesen
- Ove Sprogøe
- Preben Lerdorff Rye
- Signi Grenness
- Per Gundmann
- Peter Nielsen
- Blanche Funch
- Per Buckhøj
- Tavs Neiiendam
- Preben Mahrt
- Mogens Wieth